# Tazmamart
Tazmamart (arabe : سجن تازمامرت), ou Tazmamert, était une prison secrète pour prisonniers politiques à l'est du Maroc dans l'Atlas. Réputée pour ses conditions d'incarcération inhumaines, elle se trouvait dans une zone désertique près d'Er-Rich, entre Errachidia et Midelt, dans la région de Meknès-Tafilalet.
Surnommée « l'Alcatraz marocain », on raconte qu'il était impossible de s'en évader à cause du désert très aride qui l'entourait. La ville la plus proche, Errachidia, se trouvait à 50 km. Entre 1972 et 1991, sous les ordres de Hassan II, Tazmamart est devenue un symbole d'oppression dans l'histoire politique du Maroc contemporain durant les années de plomb, entre le début des années 1970 jusqu'à la fin des années 1990.
D’après les rescapés de cette prison, son directeur s’appelait Mohamed el Kadi. Ce dernier n’a jamais été jugé ni même entendu pour ce qu’il a fait subir et infligé aux détenus.

## Histoire
La prison de Tazmamart fut construite entre 1972 et 1973, juste après le coup d'état de Skhirat contre le roi Hassan II du Maroc, le 10 juillet 1971, ainsi que l'échec de la tentative du général Oufkir dans la seconde tentative de coup d'État militaire contre Hassan II, connue sous le nom « coup d'État des aviateurs », le 16 août 1972. À la suite de dernière tentative de putsh, 58 officiers et sous-officiers des Forces armées royales furent envoyés à la prison centrale de Kénitra avant de rejoindre plus tard à Tazmamart.
Durant les années 1980, des allégations surgirent sur l'existence d'une prison appelée « Tazmamart ». Les autorités marocaines (makhzen) nièrent l'ensemble de ces allégations. Il fallut attendre jusqu'en 1990, avec la publication du livre Notre ami le roi par le journaliste et écrivain français Gilles Perrault, pour que le sujet atteigne un niveau politique.
Le 15 septembre 1991, sous la pression des témoignages publics de Christine Daure-Serfaty (écrivaine française et veuve d'Abraham Serfaty qui s'est illustrée pour la défense des droits des victimes du roi Hassan II durant les années de plomb), Abdelkader Ababou (frère des colonels Ababou, à ne pas confondre avec son homonyme artiste de théâtre, cf. « Famille Ababou »), Abdelghani Ababou (fils du lieutenant colonel Mohamed Ababou) ou encore de la famille Manouzi, soutenus par des groupes internationaux de défense des droits de l'Homme, le roi Hassan II décida de fermer la prison et de relâcher les derniers détenus. Certains s'enfuirent à l'étranger, d'autres restèrent au Maroc, mais furent dissuadés d'aborder publiquement leur expérience de Tazmamart.
L'Instance équité et réconciliation (IER), organisme marocain mis en place le 12 avril 2004 par le roi Mohammed VI, qui a pour but de réconcilier le peuple marocain avec son passé durant les années de plomb sous le règne du roi Hassan II, finit d'établir les faits et de fournir reconnaissance ainsi que réparations aux familles des victimes dans le cadre d'un mouvement plus large d'ouverture politique et d'apaisement des mémoires voulu par le nouveau souverain (limogeage de Driss Basri, retour de la famille Ben Barka...).

## Les cellules de Tazmamart
Les cellules de Tazmamart, décrites par Ahmed Marzouki lors de son apparition sur Al Jazeera, étaient exiguës, mesurant environ 3 mètres de long sur 2 mètres de large, construites en béton et sans fenêtres, créant une obscurité quasi totale. Les conditions de vie y étaient inhumaines: seul un trou au plafond laissait passer une infime quantité de lumière, et un trou dans le sol servant de toilettes; les couvertures fines et sales ne garantissaient pas du froid les prisonniers en hiver, tandis que les toits en tôle ondulée les exposaient à la canicule en été. Les rations alimentaires étaient limitées à du pain rassis et des soupes aqueuses, et l'eau potable rare et souvent contaminée.

## Conditions de détention
La durée des peines infligées n'a jamais été respectée et les détenus y étaient en principe enfermés jusqu'à leur mort. Selon d'anciens détenus et associations de droits de l'homme, les conditions de détention à Tazmamart étaient extrêmement dures. Y sévissaient torture et mauvais traitements, les conditions effroyables de vie dans la prison étaient les plus grandes menaces sur la vie des détenus.
Les prisonniers étaient enfermés 24 heures sur 24 dans des cellules étroites, sans lumière, avec peu de protection contre la chaleur ou le froid. Il n'y avait pas de traitement contre les dommages causés par la torture ou les maladies (type tuberculose). Les rations de nourriture étaient minimales. Les contacts n'étaient pas permis. Il y eut aussi des allégations d'exécutions. En tout, 35 prisonniers décédèrent, soit plus de la moitié des personnes incarcérées à Tazmamart durant les dix-huit ans d'existence du bagne, avant que la prison soit finalement fermée en 1991.

## Révélations publiques par d'anciens détenus

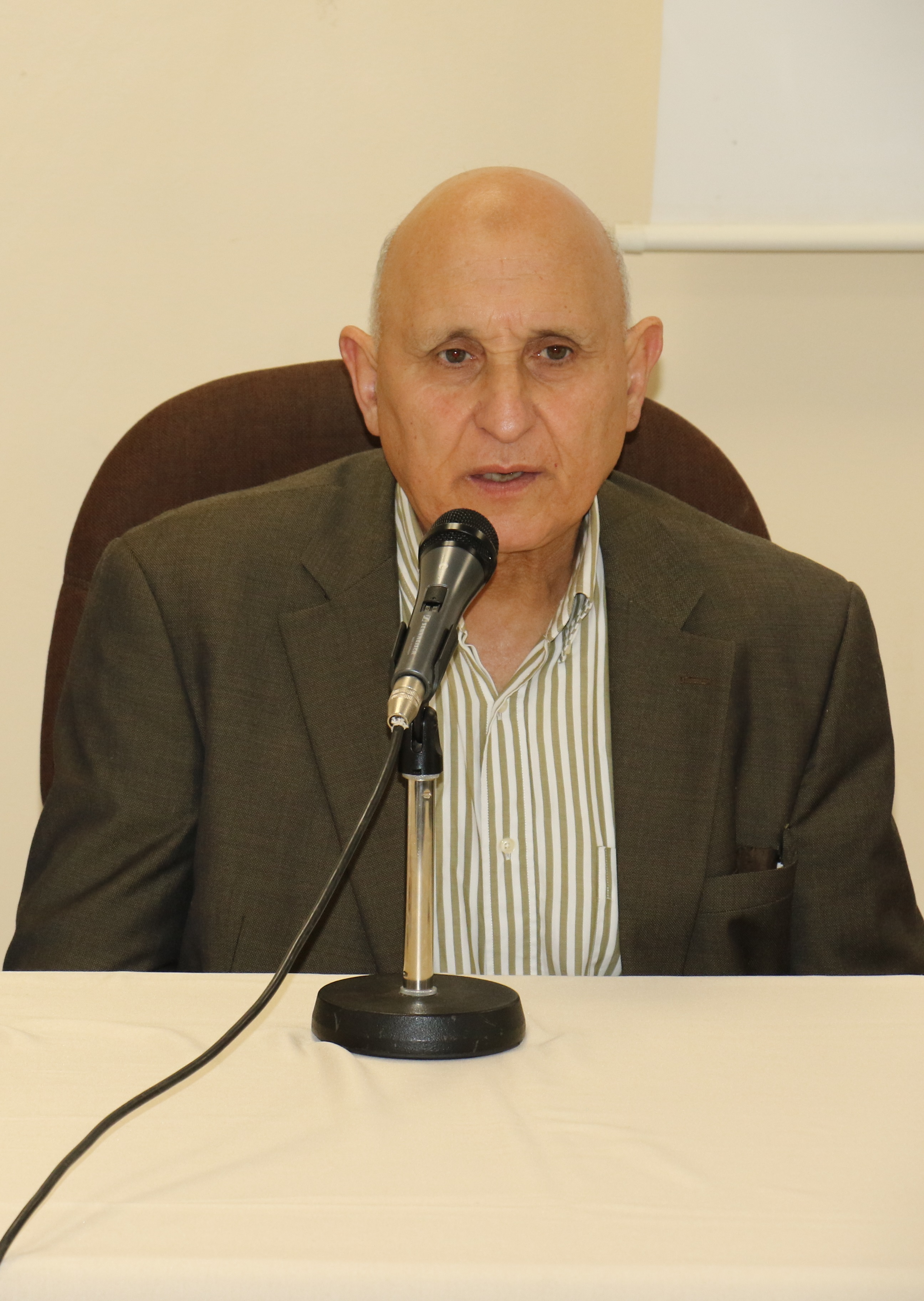
Ahmed Marzouki, l'un des anciens détenus du bagne de Tazmamart

Certains des anciens détenus de Tazmamart ont écrit des livres sur leur détention, de dix-huit ans :
- Ahmed Marzouki décrit dans son livre "Tazmamart, Cellule 10", l'un des plus gros succès d'édition que le Maroc ait jamais connus[9], les conditions terribles de sa détention. Il a repris son témoignage dans une émission à la chaîne Al Jazeera en 2009.
- Ali Bourequat, "Dans les jardins secrets du roi du Maroc".
- Midhat Bourequat, "Mort vivant".
- En 2004, Salah et Aïda Hachad ont également rédigé, avec l'aide d'Abdelhak Serhane, leurs mémoires dans un ouvrage intitulé "Kabazal, les Emmurés de Tazmamart : Mémoires de Salah et Aïda Hachad", où ils font le récit de leur combat à l'intérieur et à l'extérieur de Tazmamart[10] (voir le roman de Tahar Ben Jelloun).
- En 2000, Mohamed Raiss a publié en arabe, au Maroc, le récit de son expérience au bagne de Tazmamart. En 2011, la version française de ces mémoires a paru sous le titre "De Skhirat à Tazmamart - Retour du bout de l'Enfer" (Éditions Afrique Orient, Casablanca).

## Les cinquante-huit bagnards de Tazmamart
| Bâtiment | Cellule                   | Nom                         | Grade           | Peine | Remarque |
| -------- | ------------------------- | --------------------------- | --------------- | --- | --- |
| 1        |                           |                             |                 | | |
| 1        | Benaïssa Rachdi           | Sergent                     | 3 ans           | Décédé le 29 juin 1983. | |
| 2        | Mohamed Lghalou           | Lieutenant                  | 20 ans          | Décédé le 3 janvier 1989. | |
| 3        | Abdellatif Belkébir       | Capitaine                   | 4 ans           | | |
| 4        | Abdelali Moudine Sefrioui | Lieutenant                  | 5 ans           | | |
| 5        | Abdellah Aaguaou          | Sergent                     | 3 ans           | | |
| 6        | Tigani Benradouane        | Lieutenant                  | 5 ans           | Décédé le 26 août 1984. | |
| 7        | Mohamed Sajjâi            | Sergent                     | 3 ans           | Décédé le 23 octobre 1977.                                                                                                   | |
| 8        | Mohamed Afyaoui           |                             | 3 ans           | | |
| 9        | Adeblkarim Saoudi         | Sous–lieutenant             | 4 ans           | | |
| 10       | Ahmed Marzouki (Marzak)   | Sous-lieutenant             | 5 ans           | | |
| 11       | Driss Chberreq            | Sous-lieutenant             | 3 ans           | | |
| 12       | Mohamed Al Zemmouri       | Lieutenant                  | 20 ans          | | |
| 13       | Ahmed Bouhida             | Sergent                     | 3 ans           | | |
| 14       | Mohamed Raïss             | Aspirant                    | Perpétuité      | | |
| 15       | M’barek Touil             | Lieutenant                  | 20 ans          | | |
| 16       | Mohamed Monsit            | Lieutenant                  | 12 ans          | | |
| 17       | Jamel Bezzazi             | Capitaine                   | 10 ans          | | |
| 18       | Moufaddal Magouti         | Adjudant-chef               | 20 ans          | Décédé le 8 janvier 2021. | |
| 19       | Abderrahman Sedki         | Sous-lieutenant             | 3 ans           | | |
| 20       | Lahssen Ousséad           | Sergent                     | 3 ans           | | |
| 21       | Larbi Aziane              | Sergent                     | 3 ans           | Décédé le 2 janvier 1980. Cette cellule a été occupée par le sergent chef Driss Dghoughi, venu du deuxième bâtiment en 1981. | |
| 22       | Akka Majdoub              | Sergent                     | 3 ans           | | |
| 23       | Jilali Dik                | Adjudant–chef               | 5 ans           | Décédé le 15 septembre 1980.                                                                                                 | |
| 24       | Mohamed Bouamalat         | Sergent                     | 3 ans           | | |
| 25       | Mohamed Moujahid          | Sous-lieutenant             | 4 ans           | | |
| 26       | Mimoune Al-Fagouri        | Sergent                     | 3 ans           | Suicidé le 1er juin 1990. | |
| 27       | Mohamed Ghalloul          | Capitaine                   | 5 ans           | | |
| 28       | Moha Betty                | Sergent                     | 3 ans           | décédé en mars 1984. | |
| 29       | Salah Hachad              | Capitaine                   | 20 ans          | | |
| 2        | ...                       | Akka Harrouch,              | Adjudant-chef   | Perpétuité ou 20 ans | Tué le 23 juillet 1975 sur la plage de Témara après son évasion de la prison de Kénitra, et donc avant d'être envoyé à Tazmamart |
| 2        | …                         | Mohamed Chemsi              | Lieutenant      | 3 ans | Première victime à Tazmamart, décédé le 22 février 1974                                                                          |
| 2        | 30                        | Amarouch Kouiyen            | Adjudant        | 10 ans | Décédé le 12 février 1978. |
| 2        | 44                        | M'hamed Boulmakoul          | Adjudant-chef   | 5 ans | Décédé le 21 avril 1978. |
| 2        | 45                        | Mahjoub lyakidi             | Sous-lieutenant | 20 ans | Décédé le 12 février 1978, le même jour que l’adjudant Amarouch.                                                                 |
| 2        | 46                        | Abdelkarim Chaoui           | Sergent         | 3 ans | Il a été transféré au bâtiment 1 en 1981 après l’arrivée des frères Bouriquat.                                                   |
| 2        | 47                        | Ahmed Rijali                | Sergent         | 3 ans | Il sera transféré au bâtiment 1 en 1981.                                                                                         |
| 2        | 48                        | Mohamed Kinate              | Sergent         | 3 ans | Décédé le 1er décembre 1974. |
| 2        | 49                        | Abdellah Fraoui             | Sergent         | 3ans | Transféré au bâtiment 1 en 1981, il est retourné en 1983 où il est mort la même année.                                           |
| 2        | 50                        | Abdelaziz Daoudi            | Sous-lieutenant | 18 ans | |
| 2        | 51                        | Thami Abousni               | Sergent         | 3 ans | Décédé le 13 janvier 1977. |
| 2        | 52                        | Skiba Bouchaib              | Sergent         | 3 ans | Décédé le 15 février 2015. |
| 2        | 53                        | Mohamed Abdessadki (Manolo) | Sergent-chef    | 5 ans | Décédé en 1983. |
| 2        | 54                        | Lamine Rachid               | Adjudant-chef   | 3 ans | Décédé en 1984. |
| 2        | 55                        | Moha Boutou                 | Sous-lieutenant | 3 ans | Décédé le 1er mars 1978. |
| 2        | 56                        | Mohamed El Kouri            | Sous-lieutenant | 12 ans | Décédé le 6 février 1977. |
| 2        | 57                        | Driss Bahbah                | Sergent         | 3 ans | Décédé en 1976. |
| 2        | 58                        | Boujemaâ Azendour           |                 | 5 ans | Décédé en 1986. |
| 2        | 59                        | Abdelaziz Binebine          | Sous-lieutenant | 10 ans | Condamné pour avoir participé à tentative de coup d'État de Skhirat, il y restera 18 années                                      |
| 2        | 60                        | Abdessalam Haifi            | Lieutenant      | 20 ans | Décédé en octobre 1989. |
| 2        | 61                        | Abdelaziz Ababou            | Sergent-chef    | 5 ans | Décédé le 1er septembre 1978. |
| 2        | 62                        | Abdessalam Rabhi            | Sergent         | 3 ans | Décédé à la cellule 1 du bâtiment 1 le 17 mai 1981 après avoir transféré du bâtiment 2 en mars 1981.                             |
| 2        | 63                        | Mohamed El Ayadi            | Adjudant        | 3 ans | Décédé le 19 décembre 1979. |
| 2        | 64                        | Rabah El Battioui           | Sergent         | 3 ans | Décédé le 24 avril 1977. |
| 2        | 65                        | Kacem Kasraoui              | Sergent         | 3 ans | Décédé le 19 décembre 1979. |
| 2        | 66                        | Allal Mouhaj                | Sergent         | 3 ans | Décédé le 9 décembre 1977. |
| 2        | 67                        | Allal Al Hadane             | Sergent         | 3 ans | Décédé dès les premières années de son incarcération.                                                                            |
| 2        | 68                        | Jamel Bezzazi               | Sergent-chef    | 3 ans | |
| 2        | 69                        | Ghani Achour                | Sergent-chef    | Perpétuité | |
| 2        | 70                        | Abdelhamid Ben Doro         | Capitaine       | 10 ans | Dernière victime à Tazmamart, décédé le 5 mars 1991.                                                                             |

## Filmographie
- Vivre à Tazmamart, film documentaire réalisé par Davy Zylberfajn, distribué par Cauri films en 2005.